# 馬提·任利亞
馬提·任利亞（英語：Mat Zemlya），又稱馬提·敘拉·任利亞（英語：Mati Syra Zemlya），是斯拉夫神話的大地女神，意思是濕潤的母親大地。

## 概要
無特定形體，信徒腳下的土地就是她的樣貌。她充滿生命力，會讓土壤冒出新生命。在特定的場合，她會化身為人形，據說她會變成膚色如大地般深沉的婦人，前往人們家中拜訪，為他們賜福。

## 脚注
1. ↑  菲利浦．威金森，神話與傳說：圖解古文明的祕密，台北：時報出版，2010。